# Gitara basowa
Gitara basowa – instrument strunowy szarpany, najczęściej elektryczny, z progami na podstrunnicy (gryfie); stosuje się także gitary basowe bezprogowe (fretles, z ang. fretless). Gitara basowa – podobnie jak kontrabas – transponuje o oktawę w dół. Zarówno gitara basowa, jak i kontrabas, potocznie znane są jako bas.
Tradycyjne gitary basowe mają cztery struny E1, A1, D, G, czyli wydają dźwięki odpowiednio: 41,2 Hz, 55 Hz, 73,4 Hz i 98 Hz. Łączna skala gitary basowej obejmuje dźwięki (w brzmieniu) od E1 do g1, jest więc identyczna ze skalą kontrabasu 4-strunowego. Oprócz czterostrunowych, istnieją także modele pięciostrunowe (z dodatkową dolną struną H0), sześciostrunowe (jak pięciostrunowy plus górna struna C3), ośmiostrunowe (gdzie dla każdej struny, takiej jak w gitarze czterostrunowej jest dodana druga strojona o oktawę wyżej) oraz dwunastostrunowe, spokrewnione z Chapman stickami. Firma Modulus wyprodukowała w latach 80 XX w. osiemnastostrunową gitarę basową (jej szyjka ma 6 cali szerokości).
Muzyk grający na gitarze basowej to basista. Gitara basowa zazwyczaj należy do sekcji rytmicznej zespołu muzycznego w muzyce rozrywkowej, jednak obecnie jest często wykorzystywana jako instrument solowy.

## Historia

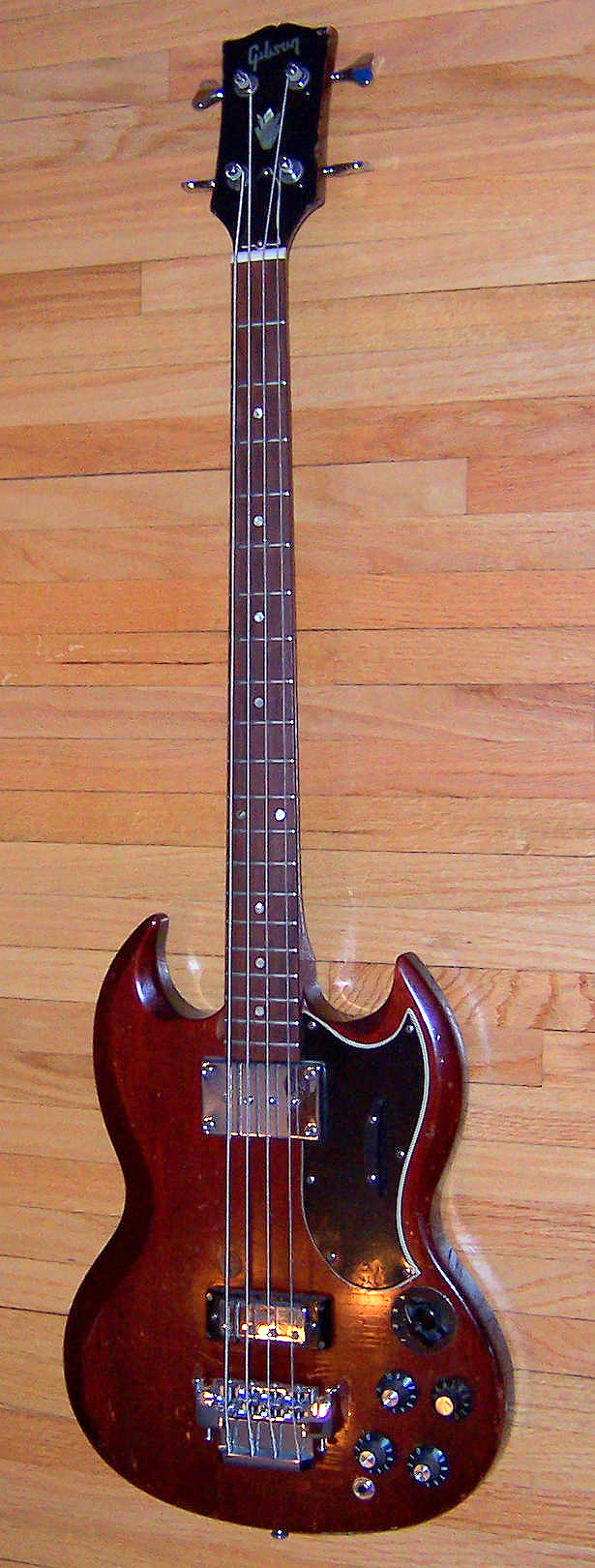
Elektryczna gitara basowa EB-3 firmy Gibson z 1967 roku

Pierwsze prototypy elektrycznego instrumentu basowego narodziły się w Seattle w 1935 roku, gdy wynalazca Paul Tutmarc opatentował „Skrzypce Basowe Model 736”, wyposażony w progi mieszczący się w walizce strunowy instrument szarpany. Wyprodukowano około 100 egzemplarzy. Jego syn udoskonalił tę konstrukcję, ale nie osiągnęła ona wielkiego sukcesu.
Pierwsza elektryczna gitara basowa powstała dzięki inicjatywie amerykańskiego twórcy gitar elektrycznych, Leo Fendera, który wyszedł naprzeciwko zapotrzebowaniu na szarpany instrument niskotonowy, który zastąpić miał nieporęczne i zbyt ciche kontrabasy zagłuszane przez wzmacniane już podówczas gitary. On to właśnie zbudował pierwszy elektryczny instrument basowy, który otrzymał typowo gitarowy kształt oraz kwartowy strój, identyczny ze strojem kontrabasu. Był to Fender Precision Bass (zwany także „Tele Bassem”, ze względu na podobieństwo gryfu do „fendera telecastera”, lub „51' precision bassem”, ze względu na rok wprowadzenia modelu na rynek). Wyposażony był w pojedynczy, jednocewkowy przetwornik. Później, Fender opracował dwa najbardziej rozpowszechnione i po wielokroć kopiowane modele gitar basowych: standardowy precision bass z przetwornikiem split coil (z charakterystyczną, rozdwojoną w celu niwelowania szumu konstrukcją) oraz jazz bass, z dwoma jednocewkowymi przetwornikami. Z czasem wiele innych firm produkujących instrumenty zaczęło produkować swoje modele gitar basowych, co doprowadziło do powstania szeregu udanych i często kopiowanych wzorów, np. EB-0, EB-3 i Thunderbird firmy Gibson, model 500/1 firmy Hofner, model 4001 firmy Rickenbacker, czy StingRay firmy MusicMan. Niektóre gitary zostały zaopatrzone w pusty w środku korpus z otworami rezonansowymi w kształcie stylizowanej litery f (jak w kontrabasach). Wśród projektów pojawiły się też konstrukcje niecodzienne, na przykład strojone za pomocą kluczy zainstalowanych na podstawie korpusu, wykonane z nietypowych materiałów czy stylizowane na różne, często niezwiązane z muzyką przedmioty. Wraz z rozwojem techniki, zmieniała się także elektronika: stosowano humbuckery, przetworniki piezoelektryczne i optyczne oraz aktywne preampy wbudowane w instrumenty. W latach siedemdziesiątych zaczęto produkować także w pełni funkcjonalne akustyczne gitary basowe najpierw wykorzystywane w muzyce country, a potem szerzej także w różnych wykonaniach unplugged.

## Konstrukcja i zasada działania gitary basowej

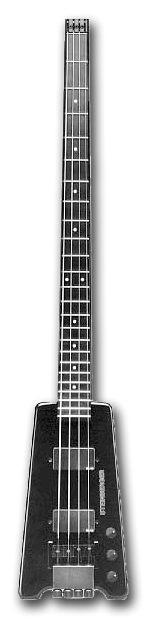
Nietypowy, „bezgłówkowy” Steinberger

Gitara basowa skonstruowana jest podobnie jak inne gitary. Posiada korpus (z litego drewna, komorowany lub pusty w środku) z mostkiem i przetwornikami podłączonymi do potencjometrów regulujących głośność i barwę dźwięku oraz gniazda na kabel do wzmacniacza. Gryf na ogół wzmacniany jest regulowanymi nakrętką, wykonanymi ze stali lub grafitu prętami napinającymi (wyjątek stanowią niskobudżetowe instrumenty oraz takie, w których szyjkę wykonano z bardziej wytrzymałych od drewna materiałów, np. aluminium lub grafitu). Najczęściej gryf zaopatrzony jest w progi, ale zdarzają się też gitary bezprogowe. Do strojenia gitary basowej używane są klucze. By gitara grała w skali kontrabasu, struny basowe są grubsze od gitarowych, a menzura jest dłuższa.
Struny wykonywane są z metalu (czasem powlekanego tworzywem) i dzielą się na tzw. roundwound (z okrągłą w przekroju owijką) i flatwound (z owijką płaską). Struny te różnią się wygodą gry i wpływem na podstrunnicę (płaskie są delikatniejsze w dotyku i zostawiają mniej śladów na drewnie przy dociskaniu), ale i brzmieniem (okrągłe dłużej wybrzmiewają i mają jaśniejszą barwę).

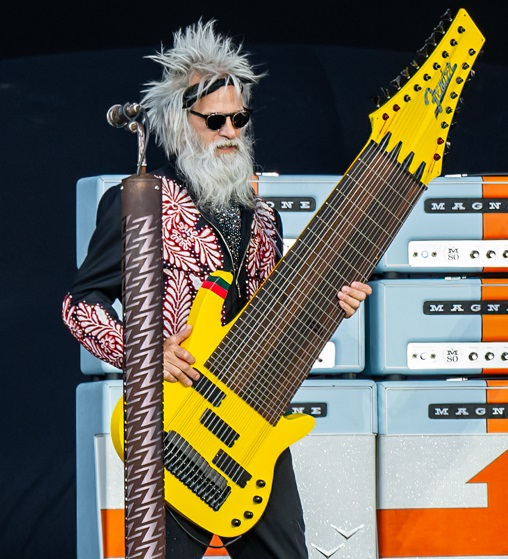
Basista grający na kilkunastostrunowej gitarze basowej

W gitarze basowej stosowane są przetworniki różnych typów, specyficzne dla gitar basowych – o większej rezystancji wynikającej ze zwiększonej ilości zwojów. Najczęściej stosowane są jednocewkowe przetworniki, przetworniki „split-coil” oraz humbuckery. W celu zwiększenia komfortu gry, w gitarach basowych instaluje się czasem podpórki pod kciuk (tzw. „thumbrest”); w niektórych gitarach krawędź przetwornika może z powodzeniem służyć jako taka podpórka – np. Yamaha w swoich gitarach basowych serii RBX (np. RBX 374/375) stosuje przetworniki ze specjalnie wyprofilowanym miejscem na kciuk.
Analogicznie do innych gitar, basowe także zaopatrzone są w kołki do zawieszenia na pasku. Ze względu na większą zazwyczaj masę instrumentu, do zawieszania instrumentu na ramieniu potrzebne są szersze i wygodniejsze paski, często zabezpieczane tzw. straplockiem, czyli blokadą uniemożliwiającą wyczepienie się paska, które doprowadzić może do upadku i uszkodzenia instrumentu.
Dźwięk uzyskuje się szarpiąc struny (fingering), uderzając kostką (piórkowanie, picking), uderzając w nie kciukiem (slap), podrywając wszystkimi palcami oprócz kciuka (popping) i energicznie dociskając struny do progów (tapping). Ich drganie jest zamieniane na sygnał elektryczny poprzez przetwornik elektromagnetyczny. Sygnał ten za pomocą wzmacniacza jest wzmacniany i emitowany przez głośnik, bądź zapisywany.
Używany przez basistów wzmacniacz zintegrowany z mniej lub bardziej złożonym korektorem i głośnikiem określany jest w slangu jako piec lub kombo (combo). Może też występować osobno, bez głośnika i zwany jest głową (headem), a kolumna głośnikowa, jeśli składa się na nią więcej niż jeden głośnik (najczęściej 2 lub 4), nazywana jest paką. Głośniki w nagłośnieniu basowym mają najczęściej średnicę 10, 12 lub 15 cali i wykonane są ze sztywniejszych materiałów niż głośniki gitarowe. W celu osiągnięcia przez gitarę basową porównywalnej z gitarą elektryczną głośności potrzebna jest większa moc niż w przypadku gitary.

### Materiał
Brzmienie gitary basowej zależy również od materiału z jakiego został wykonany jej korpus oraz gryf. Głównym materiałem jest oczywiście drewno, choć spotykane są również tworzywa sztuczne i materiały drewnopochodne jak np. sklejka.
- mahoń – mięsiste, tłuste i ciężkie brzmienie
- olcha – jasne i lekkie brzmienie
- klon – dynamiczne, zwarte – średnio ciężkie brzmienie
- jesion bagienny – suche, podkreślona góra – bardzo lekkie brzmienie
- palisander – ciepłe, miękkie i ciężkie brzmienie
- agathis – uwypuklone średnie pasmo – średnie brzmienie
- lipa – jasne, lekkie brzmienie

## Sposoby gry na gitarze basowej

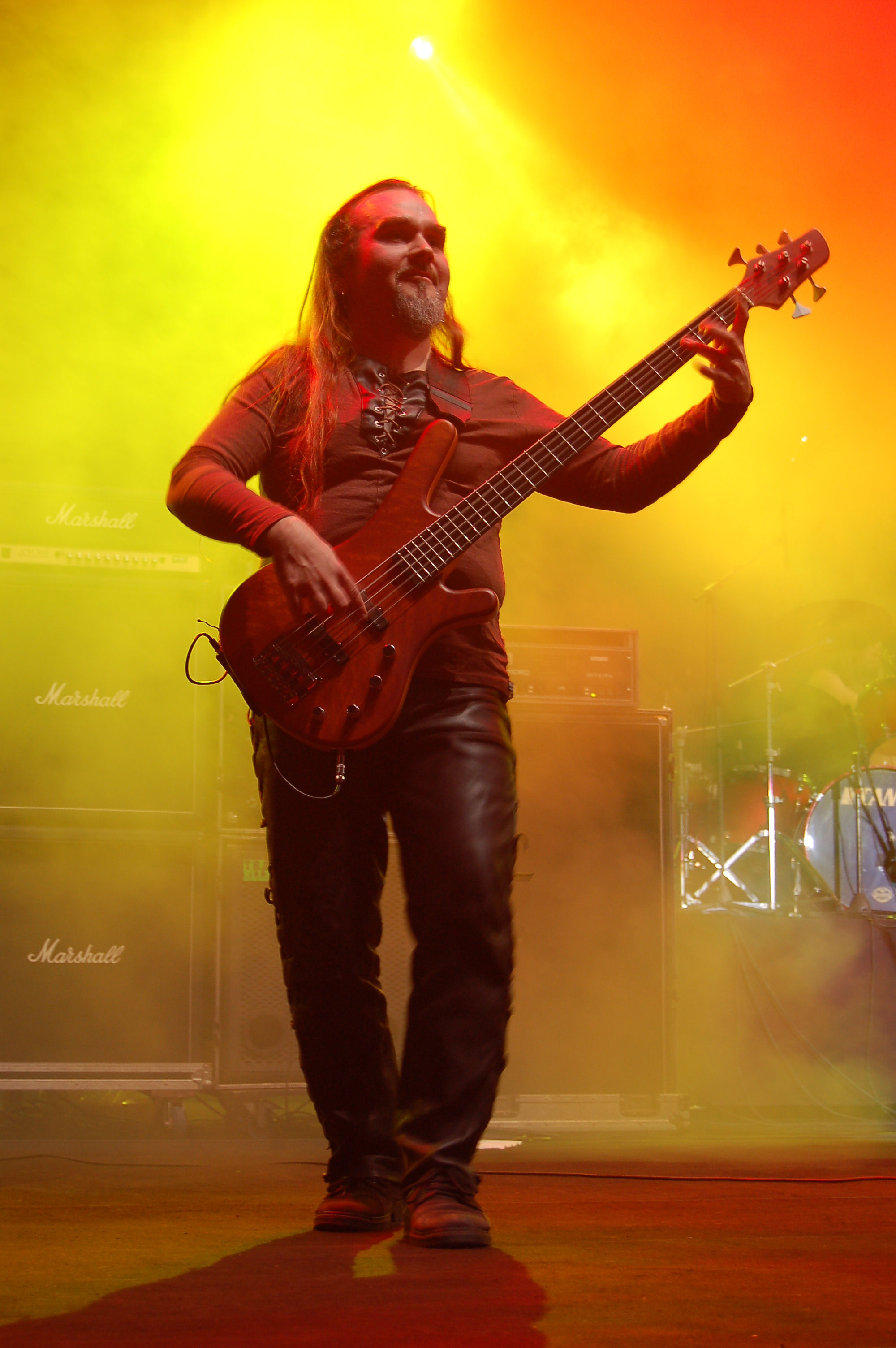
Jarkko Aaltonen z zespołu Korpiklaani szarpiący strunę palcem wskazującym

- Szarpanie (palcowanie)

Najczęściej stosowanym, oraz najbardziej polecanym początkującym basistom sposobem gry na basie jest zwykłe, raczej delikatne szarpanie strun naprzemiennie palcem wskazującym i środkowym, choć zdarzają się basiści szarpiący struny trzema i więcej palcami. Niektórzy też szarpią strunę tylko jednym, najczęściej wskazującym palcem. Po pojawieniu się pierwszych gitar basowych, wielu basistów szarpało strunę kciukiem, dlatego wiele starszych gitar dysponuje podpórką pod palce poniżej strun; współcześnie podpórka ta przeniesiona została powyżej strun, jako oparcie dla kciuka podczas regularnej gry pozostałymi palcami.
Częstym zabiegiem jest celowe wymuszenie uderzania struny o progi, poprzez energiczniejsze i czasami znacznie mocniejsze szarpanie strun.
- Slapping

Jest dającą bardzo charakterystyczny dźwięk metodą uderzania, a czasami wręcz bicie strun kciukiem, wspomagane obrotami nadgarstka. Daje to bardzo agresywny i metaliczny dźwięk.
- Popping

Podrywanie strun wszystkimi palcami z wyjątkiem kciuka. Praktycznie nieużywana jako jedyna technika – najczęściej łączona ze „slappingiem”, co daje technikę tzw. „klangowania”.
- Klangowanie

Połączenie techniki slappingu i poppingu. Techniki (z racji używania różnych palców przy ich wykonywaniu) mogą być grane szybko naprzemiennie, co bardzo urozmaica muzykę. W wypadku zwykłej gitary basowej, czterostrunowej „slapuje” się zwykle struny A i E, a „popuje” D i G. Choć nie istnieje jakaś określona zasada – dowodem są Marcus Miller czy Victor Wooten obaj grający kciukiem na wszystkich 4 strunach. Ciekawymi przykładami używania metody klangu są niezliczone przeboje muzyki funky (np. Red Hot Chili Peppers), wyczyny basisty zespołu Mr. Bungle Trevora Dunna czy choćby Waldemar Tkaczyk grający klangiem w większości przebojów zespołu Kombi z lat 80 XX w.
- Granie kostką

Znane z gitary elektrycznej granie kostką (plektronem) może być stosowane dla gitary basowej. Powoduje wydawanie dźwięku odmiennego niż przy grze palcami (kostka podbija dźwięki o nieco innej niż w przypadku palców częstotliwości) oraz jest dużo głośniejsze. Granie kostką często stosowane jest wymiennie z palcowaniem, nawet w jednym utworze.
- Tapping

Stosowany jest analogicznie jak przy zwykłej gitarze i polega na wydobyciu dźwięku uderzeniem jednego palca. Daje to specyficzne nieco brzmienie. Stosowane jest jednak częściej przy gitarze elektrycznej.